# Acidalia Planitia
Acidalia Planitia ist eine Tiefebene auf dem Planeten Mars.

## Areografie

### Lage
Die ausgedehnte Ebene befindet sich auf der Nordhalbkugel des Planeten, mit dem Zentrum bei 49,8° nördlicher Breite und 339,3° östlicher Länge. Sie liegt innerhalb des Mare-Acidalium-Gradfeldes, nördlich der Valles Marineris, zwischen den westlich gelegenen Vulkanen der Tharsis-Region und dem südöstlich angrenzenden Arabia Terra. Dort formt sie einen dunklen Fleck, weshalb sie mit Teleskopen von der Erde aus bereits gut erkennbar ist. Die Ebene enthält die Cydonia-Region, die auch gleichzeitig die Grenze zwischen ihr und dem südlichen Hochland des Planeten bildet.
Aufgrund der tiefen Lage und der daraus folgenden geringeren Strahlenbelastung durch die Sonne, wird die Ebene des Öfteren für zukünftige, bemannte Marsmissionen in Betracht gezogen.

### Oberflächenstrukturen

#### Krater
Im Unterschied zum unebenen, südlichen Hochland besitzt die Acidalia-Ebene nur sehr wenige Krater, da ihre Oberfläche viel jünger ist und durch Vulkanismus und/oder flüssiges Wasser häufig verformt wurde. Die wenigen vorhandenen Krater weisen vermutlich ein verhältnismäßig geringes Alter auf, worauf vor allem die geringe Menge an Erosion hindeutet. Sie bildeten sich wahrscheinlich erst, nachdem das flüssige Wasser auf der Marsoberfläche verschwunden war, wodurch sie weder von Wassermassen abgetragen, noch durch Schlammablagerungen aufgefüllt werden konnten. Im Westen gibt es allerdings auch einige ältere, bis zu 20 Kilometer durchmessende Krater. Diese wurden anscheinend von Sedimenten aufgefüllt und von aufgestauten Wassermassen aufgebrochen, wie die heute noch erkennbaren Flusstäler annehmen lassen.

Aufnahme der Sonde Mars Express, die einen durch Wassermassen aufgebrochenen Krater im Westen der Ebene zeigt.

#### Flusstäler
Weitere, zahlreiche und weit verzweigte Flusstäler gibt es im Übergangsgebiet zwischen Hochland und Tiefebene. Diese meist baumförmigen Rinnenmuster wurden vermutlich in Urzeiten durch Regen oder Schnee geformt. Der Bestand dieser Flusstäler deutet auf das wärmere und feuchtere Klima sowie den höheren Luftdruck des Mars in der Vergangenheit hin, da diese Eigenschaften nötig sind, um flüssiges Wasser auf der Oberfläche zu ermöglichen.

#### Hügel
Neben den Kratern und Flusstälern ist die Acidalia-Ebene von zehntausenden, runden, etwa einen Kilometer großen, hellen Hügeln bedeckt. Worum es sich hierbei genau handelt ist noch nicht abschließend geklärt. Vermutet wird, dass sie durch Lavakegel, Eisablagerungen (ähnlich wie Pingos) oder Schlammvulkane entstanden sind.
Im Süden der Ebene befindet sich das berühmte Mars-Gesicht.

#### Ozeane
Möglicherweise wurde die Acidalia-Ebene zusammen mit der Utopia Planitia und anderen Tiefebenen einst von einem riesigen Ozean bedeckt. Darauf weist z. B. die ähnliche Kraterdichte hin. Nach Erkenntnissen aus Messdaten der ESA-Sonde Mars Express könnte die Ebene sogar in zwei verschiedenen Zeitaltern durch einen Ozean bedeckt gewesen sein. Der erste Ozean entstand demnach vor etwa vier Milliarden Jahren, als der Mars noch eine dichtere Atmosphäre und ein wärmeres Klima besaß. Dieser verschwand, nachdem der Mars in einem Klimawandel einen Großteil seiner Atmosphäre verlor, die für das Aufrechterhalten von Oberflächenwasser nötig ist. Der zweite Ozean formte sich rund eine Milliarde Jahre später, als unterirdisches Wassereis durch Vulkanausbrüche in der Tharsis-Region oder einen Asteroideneinschlag geschmolzen wurde und so an die Oberfläche trat. Die Sedimente im Wasser schützten es zeitweise davor, durch Sonneneinstrahlung zu verdampfen. Diese Theorie ist allerdings noch nicht vollständig bewiesen.

## Astrobiologie
Astrobiologisch ist das Gebiet interessant, da die deutlichen Hinweise auf Kraterseen, Flusstäler und einen möglichen Ozean das frühere Auftreten von Oberflächenwasser belegen und dieses nach allgemeiner Ansicht eine notwendige Grundvoraussetzung für die Entstehung und Weiterentwicklung von Leben ist. Die Ebene könnte daher für zukünftige Forschungsmissionen in Betracht kommen, die nach Anzeichen von ehemaligem oder immer noch vorhandenem Leben suchen.

## Namensherkunft
Die Ebene ist nach einem entsprechenden Albedomerkmal einer frühen Kartierung des Mars durch den Astronomen Giovanni Schiaparelli benannt. Schiaparelli wiederum benannte dieses nach dem mystischen Brunnen von Acidalia, in dem sich der Sage nach die Töchter der Göttin Venus badeten.

## Vorkommen in der Unterhaltung
Acidalia Planitia ist einer der Haupthandlungsorte des Science-Fiction-Films Der Marsianer – Rettet Mark Watney. Im Film befindet sich hier die Basisstation der fiktiven Ares-III-Mission, in der der Astronaut Mark Watney lange über das geplante Missionsende hinaus überleben muss, nachdem er von der restlichen Besatzung alleine auf dem Planeten zurückgelassen wurde, weil er in einem heftigen Sandsturm scheinbar umgekommen war.